# Johan Aldair Rodríguez
Johan Aldair Rodríguez Paniagua (15 de junio del 2000), es un futbolista Mexicano, juega como mediocampista, y su actual equipo es el Racing FC Porto Palmeiras de la Segunda División de México.

## Estadísticas

### Clubes
Actualizado al último partido jugado el 29 de marzo de 2023.
| Pumas Tabasco · México | 2.ª           | 2021          | 4  | 0 | - | - | - | - | 4  | 0 | 0    |
| Pumas Tabasco · México | Total club    | Total club    | 4  | 0 | 0 | 0 | 0 | 0 | 4  | 0 | 0    |
| Mineros · México | 2.ª           | 2022          | 17 | 0 | - | - | - | - | 17 | 0 | 0    |
| Mineros · México | 2.ª           | 2022-23       | 28 | 5 | - | - | - | - | 28 | 5 | 0,18 |
| Mineros · México | Total club    | Total club    | 45 | 5 | 0 | 0 | 0 | 0 | 45 | 5 | 0,11 |
| Total carrera | Total carrera | Total carrera | 49 | 5 | 0 | 0 | 0 | 0 | 49 | 5 | 0,10 |
| (1) Incluye datos de Copa México. (2) Incluye datos de Liga de Campeones de la Concacaf. (3) No incluye goles en partidos amistosos. |               |               |    |   |   |   |   |   |    |   |      |